# André Bauer (Schauspieler)
André Bauer (* 31. Januar 1968 in Görlitz) ist ein deutscher Musicaldarsteller und Theaterschauspieler.

## Leben
Noch während seiner zehnjährigen Sportfechtkarriere erhielt er 1986 sein erstes Engagement am Musiktheater Görlitz. Ein Jahr später begann er sein Gesangsstudium in Dresden an der Hochschule für Musik Carl-Maria von Weber. 1989 flüchtete er aus der DDR. 1990 absolvierte er eine private Musicalausbildung in Frankfurt am Main.
Aufgrund seiner Tätigkeit als Sportfechter wurde er in Berlin bei dem Musical Der Glöckner von Notre Dame als Fightcoordinator eingesetzt. Ebenfalls arbeitete er in einer Inszenierung des Schauspiels Romeo und Julia in Neu-Ulm als Fechtchoreograph.
Bauer sang unter anderem den Kaiser Franz Joseph in dem Musical Elisabeth in Essen sowie bei der Wiener Inszenierung unter der Regie von Harry Kupfer in den Jahren 2003–2005. Er sang weiterhin die Rolle von Wolfgang Amadeus Mozarts Vater Leopold Mozart in dem Musical Mozart!. Ab September 2006 spielte und sang er im Raimund-Theater in Wien den Frank Crawley in Rebecca. Im März 2008 verkörperte er die Titelrolle in dem Musical Sweeney Todd in Mistelbach. Im gleichen Jahr spielte er dann in Tutanchamun die Rolle des Eje bei der Welturaufführung bei den Festspielen Gutenstein. Mehrfach spielte er in der all-österlichen Wiener konzertanten Aufführung von Jesus Christ Superstar den Pontius Pilatus. Im Frühjahr 2009 war er in der Rolle des Morell in St. Gallen im Musical Der Graf von Monte Christo an der Seite von Thomas Borchert zu sehen. Im Herbst 2010 verkörperte Bauer in Ägypten in Kairo und Alexandria in der englischsprachigen Aufführung von Tutanchamun wieder die Rolle des Eje.
Als Kapitän und Cover für die Rolle Axel Staudach stand er seit März 2010 im Wiener Raimund-Theater in dem Musical Ich war noch niemals in New York auf der Bühne. Ab Herbst 2011 spielte Bauer erneut die Rolle des Frank Crawley in Rebecca, dieses Mal jedoch in St. Gallen. Im Sommer 2012 stand André Bauer erneut in der Rolle des Gustav Klimt im gleichnamigen Musical auf der Bühne, nun aber anlässlich des Klimt-Jahres im Künstlerhaus Wien. Ab Februar 2013 spielte er in der deutschen Erstaufführung des Musicals Natürlich blond im Wiener Ronacher; er war dort als Walk-In-Cover für die Rollen Dad/Winthrop und Professor Callahan engagiert. Ab April 2016 wirkte er an der Uraufführung von Don Camillo & Peppone in St. Gallen mit und gehört auch zur Besetzung des Musicals am Wiener Ronacher.

## Engagements

### Musical
- My Fair Lady (Luzern|Freddy)
- Hair (Dortmund|Woof, Berger)
- Les Misérables (Duisburg|Marius)
- Miss Saigon (Stuttgart|Chris)
- Der Glöckner von Notre Dame (Berlin|Phoebus)
- Mozart! (Wien|Leopold Mozart)
- Elisabeth (Essen, Wien|Franz Joseph)
- Jesus Christ Superstar (Wien|Pilatus)
- Camelot (Bad Hersfeld|Dinadan)
- Sweeney Todd (Mistelbach|Sweeney Todd)
- Rebecca (Wien|Frank Crawley)
- Der Graf von Monte Christo (St. Gallen|Morell)
- Gustav Klimt (Gutenstein|Gustav Klimt)
- Natürlich blond (Wien|Walk-In Cover Dad/Winthrop und Prof. Callahan)
- Ludwig² (Füssen|Cover Lutz)
- Don Camillo & Peppone (St. Gallen, Wien|Ensemble/Cover Peppone)
- South Pacific (Kassel|Emile de Becque)
- Sister Act (Felsenbühne Staatz|Monsignore O’Hara)
- Einstein – A Matter of Time (Theater St. Gallen|Milos Marić/Besso/Fritz Haber)

### Theater
- 1993: Ein Sommernachtstraum (Zürich|Demetrius)
- 1994: Romeo und Julia (Neu-Ulm|Benvolio)
- 2021: Adieu, Herr Minister (Kronberg|Minister)